# حملة غاسكون عام 1345
شن هنري، إيرل ديربي، حملة غاسكون عام 1345 كجزء من حرب المئة عام. وقعت الحملة العاصفة بين أغسطس ونوفمبر 1345 في غاسكوني، وهي منطقة يسيطر عليها الإنجليز في جنوب غرب فرنسا. أشرف دربي، قائد قوة أنجلو غاسكون، على أول حملة برية إنجليزية ناجحة في الحرب. لقد هزم مرتين الجيوش الفرنسية الكبيرة في المعركة، وأخذ العديد من الأسرى النبلاء والفرسان. دُفعت الفدية لخاطفيهم، ما أثرى ديربي وجنوده بشكل كبير في هذه العملية. بعد هذه الحملة، تأرجحت الروح المعنوية والهيبة في طريق إنجلترا في المنطقة الحدودية بين غاسكوني المحتلة من قبل الإنجليز والأراضي الخاضعة للحكم الفرنسي، ما أدى إلى تدفق الضرائب والمجندين للجيوش الإنجليزية. نتيجة لذلك، تقلصت قدرة فرنسا على جمع أموال الضرائب والقوات من المنطقة بشكل كبير.
أبحر رالف، إيرل ستافورد، إلى غاسكوني في فبراير 1345 بقوة متقدمة، ووفقًا للممارسات التقليدية، حاصر اثنين من المعاقل الفرنسية. وصل ديربي في أغسطس وركز على الفور القوات الأنجلو-غاسكونية المتاحة وتوجه مباشرة إلى أكبر قوة فرنسية، والتي كانت تتجمع في برجراك، على بعد 97 كيلومترًا شرق بوردو. كان في برجراك روابط إمداد نهرية جيدة ببوردو وتوفر قاعدة أمامية مناسبة يمكن من خلالها نقل الحرب إلى الفرنسيين. هزم الفرنسيين هناك بشكل حاسم، قبل أن ينتقل لمحاصرة العاصمة الإقليمية بيريجو. بحلول هذا الوقت، حول الفرنسيون جهودهم الرئيسية إلى الجنوب الغربي، تحت القيادة العامة لجون، دوق نورماندي، الابن والوريث الظاهر للملك فيليب السادس ملك فرنسا. غير قادر على الاستيلاء على بيريجو، وتهديده من قبل قوة جون الكبيرة، ترك ديربي الحاميات التي تحاصره وانسحب. حاصر الفرنسيون حامية واحدة، في أوبيروش. تقدم دربي بقوة صغيرة، وشن هجومًا مفاجئًا ضد الجيش الفرنسي الأكبر بكثير وحقق نصرًا حاسمًا آخر.
بدأ الجيش الفرنسي في التفكك؛ لم يكن الرجال يتلقون رواتبهم، حتى أنهم لا يتلقون طعامًا؛ وكان هناك نقص في علف الخيول، كان الهروب منتشرًا؛ وكانت القوات تبيع معداتها. جُنَّ جون عند سماعه بالهزيمة في أوبيروش. تخلى الفرنسيون عن حصارهم المستمر للحاميات الأنجلو-غاسكونية الأخرى وتراجعوا إلى أنغوليم، حيث حل جون جيشه، ربما بسبب نفاد أموال الفرنسيين. عاد ديربي مرة أخرى إلى وادي غارون، واستولى على بلدة لا ريول القوية والمحمية جيدًا، وجميع البؤر الاستيطانية الفرنسية في اتجاه مجرى النهر، ومواقع فرنسية قوية أخرى في المنطقة. في نوفمبر، دفع ديربي جيشه وأمضى الشتاء في لاريول. حافظت مجموعات الأنجلو-غاسكونية الصغيرة المختلفة على الضغط على الفرنسيين، واستولت على العديد من الأماكن المحصنة المهمة بين ديسمبر 1345 ومارس 1346.

## خلفية
منذ غزو النورماندي لإنجلترا عام 1066، كان الملوك الإنجليز يمتلكون ألقابًا وأراضيًا داخل فرنسا، ما جعلهم تابعين لملوك فرنسا. كان وضع الإقطاعيات الفرنسية للملك الإنجليزي مصدرًا رئيسيًا للصراع بين الملكيتين في جميع أنحاء العصور الوسطى. سعى الملوك الفرنسيون بشكل منهجي إلى التحقق من نمو القوة الإنجليزية، وجردوهم من الأراضي كلما سنحت الفرصة. على مر القرون، تباينت المقتنيات الإنجليزية في فرنسا من حيث الحجم، ولكن بحلول عام 1337، لم يتبق سوى غاسكوني في جنوب غرب فرنسا وبونثيو في شمال فرنسا. كان للغاسكونيون ذوو التفكير المستقل عاداتهم الخاصة وادعوا أن لديهم لغة منفصلة. فضلوا علاقتهم بملك إنجليزي بعيد يتركهم بحالهم، على علاقتهم بملك فرنسي يتدخل في شؤونهم. بعد سلسلة من الخلافات بين فيليب السادس ملك فرنسا (حكم من 1328 إلى 1350) وإدوارد الثالث ملك إنجلترا (حكم من 1327 إلى 1377)، في 24 مايو 1337 وافق مجلس فيليب العظيم على أن دوقية آكيتاين، فعليًا غاسكوني، يجب أن تُعاد إلى يد فيليب على أساس أن إدوارد كان ينتهك التزاماته كملك تابع. كان هذا بمثابة بداية حرب المائة عام، والتي استمرت 116 عامًا.

### غاسكون
قبل بدء الحرب، غادرت غاسكوني أكثر من 1000 سفينة سنويًا. كان من بين شحناتهم أكثر من 110 مليون لتر من النبيذ المنتج محليًا. جمعت الرسوم التي يفرضها التاج الإنجليزي على النبيذ من بوردو أموالًا أكثر من جميع الرسوم الجمركية الأخرى مجتمعة وكانت إلى حد بعيد أكبر مصدر لدخل الدولة. نمت بوردو، عاصمة غاسكوني، وأصبحت غنية بهذه التجارة؛ كان عدد سكانها أكثر من 50 ألف نسمة، أي أكبر من عدد سكان لندن، وربما كانت بوردو أكثر ثراءً. بحلول هذا الوقت، أصبحت غاسكوني الإنجليزية مُقطّعة جدًا بسبب التعديات الفرنسية لدرجة أنها اعتمدت على واردات الغذاء، إلى حد كبير من إنجلترا. كان من شأن أي انقطاع في الشحن المنتظم أن يتسبب في تجويع غاسكوني وإصابة إنجلترا بالشلل المالي؛ كان الفرنسيون يدركون ذلك جيدًا.
على الرغم من أن غاسكوني كانت سبب الحرب، إلا أن إدوارد كان قادرًا على توفير القليل من الموارد لها. عندما شن الجيش الإنجليزي حملة على القارة في وقت سابق من الحرب، كان يعمل في شمال فرنسا، ما تسبب في اعتماد غاسكون إلى حد كبير على مواردهم الخاصة؛ لقد تعرضوا لضغوط شديدة نتيجة لذلك. في عام 1339 حاصر الفرنسيون بوردو، حتى اقتحموا المدينة بقوة كبيرة قبل أن يتصدوا لهم. كان بإمكان غاسكون عادةً إرسال ما بين 3000 و6000 رجل، كانت الغالبية العظمى منهم من المشاة، على الرغم من أن ما يصل إلى ثلثيهم سيُقيدون في الحاميات.
لم تكن هناك حدود رسمية بين الأراضي الإنجليزية والفرنسية. امتلك العديد من مالكي الأراضي خليطًا من العقارات المنفصلة على نطاق واسع، ربما بسبب الولاء لزعيم مختلف لكل منها. كان من المحتمل أن يكون لكل عقار صغير برج منزل، وكانت العقارات الأكبر تحتوي على قلاع. كما شُيدت التحصينات في نقاط النقل المهمة، لتحصيل الرسوم وتقييد المرور العسكري؛ نشأت المدن المحصنة بجانب جميع الجسور ومعظم المخاضات فوق العديد من الأنهار في المنطقة. يمكن للقوات العسكرية أن تدعم نفسها من خلال البحث عن الطعام طالما أنها تتحرك على فترات متوالية. إذا كانوا يرغبون في البقاء في مكان واحد لأي فترة من الوقت، كما كان ضروريًا لمحاصرة القلعة، فإن الوصول إلى النقل المائي ضروري لإمدادات الطعام والأعلاف ومرغوب فيه لمواد مثل معدات الحصار. كانت الحرب عادةً صراعًا من أجل امتلاك القلاع والنقاط المحصنة الأخرى، ومن أجل الولاء المتغير للنبلاء المحليين؛ كانت المنطقة في حالة تغير مستمر لعدة قرون وكان العديد من اللوردات المحليين يخدمون أي بلد كان أقوى، بصرف النظر عن الروابط الوطنية.
بحلول عام 1345، بعد ثماني سنوات من الحرب، كانت الأراضي التي يسيطر عليها الإنجليز تتكون في الغالب من شريط ساحلي من بوردو إلى بايون، ومعاقل معزولة في الداخل. كان لدى الفرنسيين تحصينات قوية في جميع أنحاء منطقة غاسكوني التي كانت يسيطر عليها الإنجليز. العديد من المدن هددت بوردو بشكل مباشر: ليبورن، 32 كيلومتر إلى الشرق، سمحت للجيوش الفرنسية بتجميع مسيرة ليوم واحد من بوردو؛ كانت بلدة بلاي شديدة التحصين تقع على الضفة الشمالية لنهر جيروند على بعد 40 كيلومتر في اتجاه مجرى نهر بوردو وفي وضع يمكنها من اعتراض اتصالاتها البحرية الحيوية؛ قلعة لانجون، على بعد 48 كيلومتر جنوب بوردو، منعت الاتصالات المنبع على طول نهر جارون، وسهلت إمداد أي قوة فرنسية تتقدم في بوردو.